# Metall de campanes

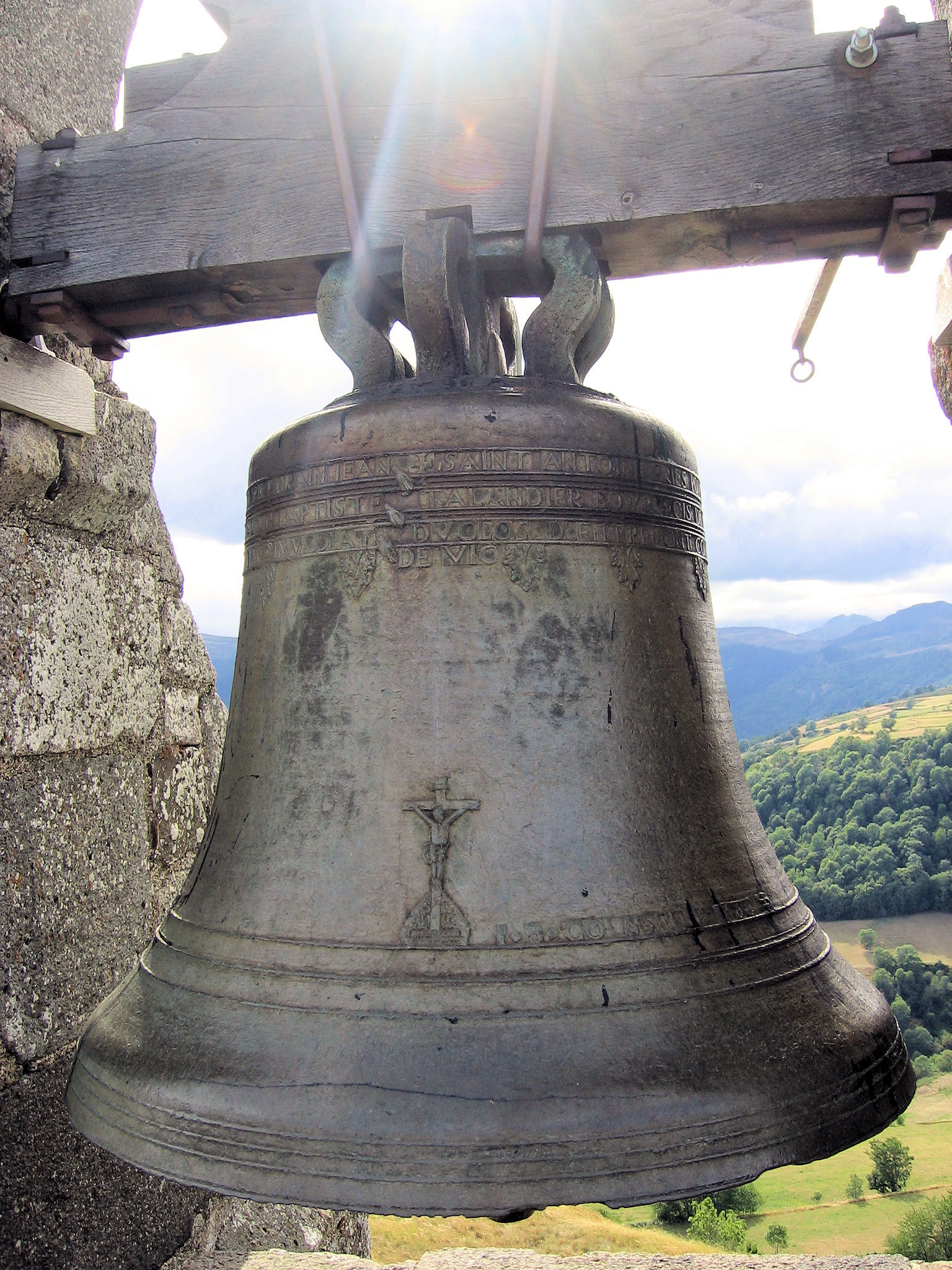
Campana de l'església de Saint-Antoine (Chastel sur Murat, Cantal, França)

El metall de campanes és un bronze especial amb un contingut d'estany, Sn, entre el 20 i el 22%. L'aliatge està constituït majoritàriament per coure, Cu, 78-80% i petites quantitats de zinc, Zn, i plom, Pb. És un aliatge dur, relativament fràgil.